# Pseudoneurospora
Pseudoneurospora — рід грибів родини Sordariaceae. Назва вперше опублікована 2004 року.

## Класифікація
Згідно з базою MycoBank до роду Pseudoneurospora відносять 2 офіційно визнаних види:
- Pseudoneurospora amorphoporcata
- Pseudoneurospora canariensis